# Льюнг, Ким
Ким Льюнг (норв. Kim Ljung; родился 17 октября 1971) — бас-гитарист, музыкант из Тёнсберга, Норвегия. Наиболее известен как бас-гитарист норвежской альтернативной группы Seigmen. Также является бас-гитаристом и автором почти всех песен норвежской индастриал-рок группы Zeromancer.

## Начало карьеры
Ким Льюнг начал свою карьеру как бас-гитарист и автор песен в группе Klisne Seigmenn в 1989 году. Кроме Кима в группе были его друзья с детского сада: Marius Roth Christensen (гитара), Alex Møklebust (вокал), Noralf Ronthi (барабаны) и Sverre Økshoff (гитара).

## Seigmen
В 1992 году группа сменила название на Seigmen и выпустила первый официальный альбом — Pluto.
В течение лета и осени диск был переиздан в нескольких изданиях, чтобы удовлетворить возросшее число фанатов группы.
В середине 1990-х с альбомами Ameneon (1993) и Total (1994) группа укрепила свои позиции как одна из самых важных и новаторских групп в музыкальной истории Норвегии.
Вершина коммерческого успеха была достигнута с альбомом Metropolis (1995). На 44 неделе он занял первое место в чарте VG Album Charts. Через несколько дней он ушёл на золото (было продано 25 тыс. копий) и число копий продолжало расти, пока не достигло отметки в 50 тыс. Это является хорошим показателем для исполнителей небольшой страны как Норвегия.
Во второй половине 1990-х группа стала двигаться в сторону электронной музыки, выпустив последний студийный альбом Radiowaves (1997).
После выхода сборника их лучших песен Monument (1999), Sverre решил покинуть группу, чтобы сосредоточиться на семье. По договору между членами группы, если один из них уходит, то группа должна быть распущена. И это произошло после их последнего концерта 6 марта 1999 в концертном зале Rockefeller в Осло.

## Zeromancer
После ухода Sverre другие участники были свободны и могли создать новые музыкальные коллективы. Тем не менее, Marius покинул их, поскольку решил получить музыкальное образование по классической музыке. Остальные трое — Kim, Alex и Noralf сформировали индастриал-рок группу Zeromancer с бывшим участником Vampire State Building — клавишником Erik Lunggren и гитаристом Chris Schleyer.
На данный момент группа выпустила 6 студийных альбомов: Clone Your Lover (2000), Eurotrash (2001), ZZYZX (2003), Sinners International (2009), The Death Of Romance (2010) и Bye-Bye Borderline (2013), а также двухдисковый сборник лучших треков Something For The Pain — The Best Of (2013).

## Ljungblut
Ким также работал и сам. В течение нескольких лет накопился материал, не вписывающийся в рамки Zeromancer и в 2004 году Ким собрал песни и выпустил первый сольный альбом. Из-за большого числа песен, альбом получился двойным.
Альбом The other side of all things (2005) на двух CD был записан на студии Pleasuredisc Records 26 февраля 2005 под псевдонимом Ljungblut.
В 2007 году был выпущен второй сольный альбом Capitals (2007).
2011 год ознаменовался выходом альбома Over skyene skinner alltid solen. Релиз вышел ограниченным тиражом — 1000 копий на CD и 300 виниловых пластинок. Каждый экземпляр был подписан лично Кимом.